# アーサー・クリスマスの大冒険
『アーサー・クリスマスの大冒険』（原題: Arthur Christmas）は、アードマン・アニメーションズとソニー・ピクチャーズ アニメーションの共同制作による2011年のアメリカ・イギリスの3Dコンピュータアニメーション映画。主題歌はジャスティン・ビーバーが歌う「サンタが街にやってくる」（アルバム「Under the Mistletoe」収録）である。
日本では2011年11月23日に丸の内ルーブルほかで日本語吹き替え版のみ劇場公開され、本編前に主題歌のビデオクリップが上映された。また、中村佐千江訳によるノベライズ本が2011年11月5日にメディアファクトリーから発売されている。
封切日から1年経過後の2012年12月5日にBlu-ray Disc（3D/2Dを同時収録）とDVDソフトの発売および有料動画配信が開始された。

## キャスト
| 役名                 | 俳優                   | 日本語吹替   |
| -------------------- | ---------------------- | ------------ |
| アーサー・クリスマス | ジェームズ・マカヴォイ | ウエンツ瑛士 |
| スティーヴ           | ヒュー・ローリー       | 大塚芳忠     |
| おじいサンタ         | ビル・ナイ             | 緒方賢一     |
| サンタ/マルコム      | ジム・ブロードベント   | 石田圭祐     |
| サンタ夫人           | イメルダ・スタウントン | 小宮和枝     |
| ブライオニー         | アシュレー・ジェンセン | 瑚海みどり   |
| ピーター             | マーク・ウートン       | 浪川大輔     |
| アーニー             | マイケル・ペイリン     | 浦山迅       |
| グウェン             | ラモーナ・マルケス     | 佐々木りお   |
| デシルヴァ           | エヴァ・ロンゴリア     | 野沢由香里   |
| 北極コンピューター   | ローラ・リニー         | 堀越真己     |

※その他の日本語吹き替え：多田野曜平／姫野惠二／本多諒太／愛河里花子／植田真介／坂巻亮祐／椎橋和義／宗川めぐみ／東條加那子／まつだ志緒理／原田大輔／安達貴英／山口りゅう／うえだ星子／嶋田翔平／中村知子／倉富亮／中司ゆう花／角田紗里／中田隼人／岩崎正寛／長島真祐／片貝薫／宮本崇弘／かぬか光明／ふしだ里穂／杉村憲司／井上剛／増岡裕子／よのひかり

## 日本語版制作スタッフ
- 演出：木村絵理子
- 翻訳：佐藤恵子
- 制作：東北新社

## 評価
Rotten Tomatoesでは101件のレビュー中93%が好意的な評価を下している。

## サウンドトラック
映画音楽はハリー・グレッグソン＝ウィリアムズが作曲し、2011年11月14日にソニー・クラシカルよりサウンドトラック盤が発売された。

## チョップ・ソッキー・チョックス
この映画には、カートゥーン ネットワークで放送された「チョップ・ソッキー・チョックス」のポスターが登場しました。しかし、日本では公開されていません。

### トラックリスト
| #         | タイトル                               | 作詞  | 作曲・編曲 | 時間 |
| --------- | -------------------------------------- | ----- | ---------- | ---- |
| 1.        | 「Trelew, Cornwall, England」          |       |            | 1:48 |
| 2.        | 「Operation Christmas」                |       |            | 4:54 |
| 3.        | 「Waker!」                             |       |            | 2:51 |
| 4.        | 「Mission Control」                    |       |            | 2:55 |
| 5.        | 「One Missed Child」                   |       |            | 3:00 |
| 6.        | 「Bring Them Home」                    |       |            | 1:43 |
| 7.        | 「Dash Away」                          |       |            | 3:46 |
| 8.        | 「Paris Zoo?」                         |       |            | 2:29 |
| 9.        | 「The Wrong Trelew」                   |       |            | 1:54 |
| 10.       | 「Race to Gwen's House」               |       |            | 2:09 |
| 11.       | 「Arthur's Sadness」                   |       |            | 2:22 |
| 12.       | 「Serengeti Escape」                   |       |            | 2:24 |
| 13.       | 「Worry Me!」                          |       |            | 1:37 |
| 14.       | 「Space Travel」                       |       |            | 2:48 |
| 15.       | 「Goodbye Evie」                       |       |            | 2:48 |
| 16.       | 「Christmas Morning」                  |       |            | 4:00 |
| 17.       | 「We Wish You A...」                   |       |            | 0:48 |
| 18.       | 「Make Someone Happy」(歌: ビル・ナイ) |       |            | 2:34 |
| 合計時間: | 合計時間:                              | 46:50 |            |      |